# Публије Клаудије Пулхер
Публије Клаудије Пулхер био је римски конзул и војсковођа.

## Биографија
Публије је потицао из угледне породице. Публијев отац био је Гај Клаудије Кенто, а брат Апије Клаудије Каудекс. Године 253. п. н. е. изабран је за едила, а четири година касније за конзула. Поверена му је команда над римском флотом. Картагињани су му нанели пораз у бици код Дрепане. По повратку је оптужен за издајство и прогнан из Рима. Његова основна кривица било је то што је игнорисао предсказање светим пилићима. 
Публијев син Апије Клаудије Пулхер изабран је 218. године п. н. е. за конзула. 